# ティルフィン (モニター)
ティルフィン（Tirfing）はスウェーデン海軍のモニター。スウェーデンでの艦種は装甲艇 (Pansarbåt)、後に二等装甲艇。艦名のティルフィンは、北欧神話のAngantyrが所有した剣である。
「ジョン・エリクソン」とほぼ同型のモニター2隻のうちの1隻（もう1隻は「トルデン」）である。モータラ造船所で建造。1865年1月28日起工。1866年6月1日進水。1867年7月2日に就役ないし引き渡し。または1867年7月4日竣工。
基準排水量1511.5トン、または満載排水量1511トンとなっており、主砲は最初はフィンスポング26.7cmM/66型前装滑腔砲2門、またはvon Feilitzen製の9インチM/66型前装滑腔砲であったが、1869年（1873年）にフィンスポング19口径（19.4口径）24cmM/69型後装施条砲に換装され、次いで1877年（1885年）にはフィンスポング21口径24cmM/76型後装施条砲に換装された。1977年にパルムクランツ12mmM/75型10銃身機銃2挺が追加され、同機銃は1880年代にパルムクランツ25mmM/77型4銃身機銃（ノルデンフェルト製）に換装された。
1900年年代前半の改装で主砲はボフォース45口径12cmM/94型速射砲2門となった。また、マキシム・ノルデンフェルト48口径57mmM/94型速射砲8門が搭載された。この時の改修では甲板室や指揮所の追加、主缶の換装なども行われた。
1867年7月、「ティルフィン」、「ジョン・エリクソン」、「トルデン」とノルウェーのモニター「スコルピオネン」、フリゲート2隻はヘルシングフォシュとクロンシュタットへ向かった。クロンシュタットには8月3日に着き、8月17日に同地を離れた。第一次世界大戦中はイェーテボリに配備された。1922年8月25日退役。同年ないし翌年解体業者に売却された。